# المملكة العربية السورية
المملكة السورية العربية هي أول دولة  مستقلة في بلاد الشام بعد زوال الدولة العثمانية ونهاية الحرب العالمية الأولى؛ شملت حدودها النظرية الولايات السورية العثمانية، أي بلاد الشام حاليًا. ترأس المملكة فيصل بن الحسين كأمير بين 1918 - 1920 ثم كملك بعد إعلان الاستقلال في 8 مارس (آذار) 1920. تولى إعلان الاستقلال هيئة تأسيسية - تشريعية انتخبها ناخبو الدرجة الأولى حسب النظام العثماني عام 1919 وعرفت باسم «المؤتمر السوري العام»، والذي شكل أول سلطة تشريعية سورية معاصرة. نصّ الدستور الذي عرف باسم «القانون الأساسي» بكون البلاد ملكية دستورية مدنية، لا مركزية الإدارة، وتكفل الحريات السياسية والاقتصادية، وحقوق الطوائف الدينية، وتساوي بين المواطنين. لم يعترف الحلفاء بالكيان الجديد، ورغم أن اتفاق فيصل كليمنصو قد قبل مبدأ الانتداب الفرنسي، إلا أن التطورات اللاحقة ونظرة فرنسا إلى فيصل بوصفه «حليف بريطانيا» دفعت إلى نفيه وحل المملكة يوم 28 يوليو (تموز) 1920م، بعد ثلاثة أيام من معركة ميسلون واحتلال العاصمة دمشق.

## خلفية

### وضع سوريا العثمانية
منذ القرن التاسع عشر كانت الدولة العثمانية تعيش مرحلة من التدهور والانحطاط؛ فمن ناحية الاقتصادية اعترف الصدر الأعظم بإفلاس الدولة مرتين ما جعلها مضطرة للاستدانة من البنوك الأوروبية بفوائد مرتفعة، وفقد القرش العثماني 78% من قيمته بين عامي 1814 و1839، وعانت سوريا من انعدام الأمن بين المدن ما ساهم في تقليص حجم التجارة الداخلية، كما انهارت الزراعة مشفوعة بهجمات قطاع الطرق على القرى، والعوامل الطبيعية المختلفة، فضلاً عن الضرائب الزراعية الباهظة.
فتح نظام الامتيازات الأجنبية المجال أمام البضائع الأوروبية لاجتياح الأسواق المحليّة، فاعتبر مسؤولاً عن انكماش الموارد المالية للسلطنة واندثار الحرف وتراجع الصناعات الزراعية والخزفيّة، وهجرة السكان فضلاً عن ازدياد الضرائب العامة، حتى بلغ معدل ارتفاعها ثلاثة عشر مرة على الفرد الواحد خلال قرن واحد. يتفق المؤرخون أن هذا الوضع لم يدفع القصر السلطاني إلى ضبط نفقاته التي كانت تساوي ثلث واردات الدولة، أو تقليص مصاريف الجيش، أو تفادي الحروب المتكررة التي كان يخوضها. هذا الوضع أدى إلى تفجّر عدد من الثورات فاندلعت انتفاضة حلب عام 1850 وانتفاضة حوران عام 1852 و‌كسروان عام 1854.
على الصعيد الثقافي، كانت الأمية والجهل متفشيان في الولايات الشامية خلال تلك الحقبة، وقد أشار الشيخ طاهر الجزائري أن «أهالي دمشق لا يدرون أنهم لا يدرون». وعلى الصعيد الإداري، فإن الولايات السورية العثمانية كانت تسند في الغالب لولاة أتراك وغالبًا بدافع إبعادهم عن العاصمة إسطنبول للحد من نفوذهم السياسي، كما حصل مع مدحت باشا الذي تولّى العراق ثم سوريا، أو لقاء محسوبيات وحفاظًا على توازنات عائليّة خاصة كما حصل مع ولاة آل العظم. والأمر نفسه ينطبق على السناجق والمتصرفيات وغيرها من التقسيمات الصغرى. أما النسيج الاجتماعي آنذاك، فكان يقوم على التمييز بين الإقطاعيين وطبقات الشعب من جهة، وبين مختلف الطوائف من جهة ثانية، ما دفع الأقليات وعلى وجه الخصوص المسيحيين، للتعلق بالحماية الأجنبية ممثلة بفرنسا لأتباع الكنيسة الكاثوليكية و‌روسيا لأتباع الكنائس الأرثوذكسية.

### النهضة
في عام 1832 وقعت سوريا بالاحتلال العسكري تحت حكم إبراهيم باشا نائباً عن أبيه والي مصر محمد علي باشا، وعلى الرغم من عدم التفاف جميع السوريين حول قيادته وشخصه إلا أن حكمه القصير شهد إصلاحاتٍ هامة، فاعتمد اللغة العربية في التعليم بدلاً من اللغة التركية العثمانية، وأسس ثلاث كليّات على حساب الدولة في دمشق وحلب و‌أنطاكية، ونشّط الزراعة بإعفاء المزراعين من الضرائب تسع سنوات في حال استصلاحهم أرضًا بورًا، كذلك اهتم بمزارع الأبقار والحرير، وبنى على ضفاف نهر الفرات وحول حلب قرى لتوطين البدو، كذلك أدخل البريد وأنشأ مجالس للإدارة المحلية من أبناء البلاد.
بناءً لاتفاقية كوتاهية بين السلطنة ومحمد علي -بأن يحكم هذا الأخير سوريا حتى وفاته- انتهى الوجود المصري عام 1849 فعادت البلاد لما كانت عليه. اختفت قرى البدو قرب حلب والفرات ولم يعد ثمة أثر لمزارع الأبقار، كما انخفض عدد أنوال الحرير من خمسين ألفًا إلى ألفين وخمسمائةٍ فقط، وبعدما كانت البلاد تصدّر المنسوجات القطنية أصبحت تستوردها. غير أنّ إبراهيم باشا أطلق نهضة ثقافية هامة لن تتوقف بعد خروجه، فأخذت المدارس الوطنية، ومدارس البعثات التبشيرية (وهذه تبعاً لأهداف مؤسسيها وليس للأهداف التي أرادها إبراهيم باشا بالطبع بدليل أن معظم انتشارها كان في جبل لبنان) بالانتشار في دمشق وحلب، وحتى سنة 1860 كان عدد المدارس التابعة للبعثات الإمريكية في جبل لبنان وحده ثلاثين مدرسة توّجت بافتتاح الكلية الإنجيلية السورية عام 1866، ولم يكن نشاط البعثات الفرنسية أقل فأسست جامعة القديس يوسف عام 1875. أما المدارس الوطنية فمن أبرز مؤسسيها في جبل لبنان وبيروت ناصيف اليازجي و‌بطرس البستاني، وعندما أصبح مدحت باشا واليًا على دمشق (78-1880) أولى التعليم عناية خاصة حتى بلغ عدد المدارس الوطنية التي أنشأها في دمشق وحدها عند نهاية حكمه 103 مدارس 19 منها مختلطة و16 للإناث و68 للذكور. فضلاً عن المكتبات العامة (من مظاهر النهضة) فتأسست المكتبة الظاهرية بدمشق والمكتبة الشرقية ومكتبة نعمة يافت في بيروت؛ أما الوجه الثاني للنهضة فتمثل بالصحافة ويمكن ذكر عدد كبير من الصحف تأسست وانتشرت خلال مرحلة النهضة؛ بل وتسارعت وتيرتها، فإن المطبوعات الثقافية كانت 29 مطبوعة عام 1904 وغدت عام 1910 نحو 160 مطبوعة.
حركة التثقيف هذه ولدت متعلمين قاوموا الاستبداد العثماني لعلّ من أبرزهم عبد الرحمن الكواكبي من خلال كتابه «طبائع الاستبداد»، وقد هاجر قسم كبير من مثقفي البلاد إلى مصر التي كانت تنعم بقسطٍ وافرٍ من الحريات العامة، وأداروا من منفاهم عددًا من الصحف المعارضة من أمثال «الكوكب الشرقي» و«المحروسة». انطلاقًا من هذه النهضة تأسست الجمعيات السياسية التي تشبه في أيامنا المعاصرة الأحزاب السياسية والتي لم تكن منغلقةً على السوريين بل شملت العرب العثمانيين الآخرين أيضاً (نظرياً، أما عملياً فلم يك فيها من غير السوريين سوى العراقيين)، ومنها «الجمعية السورية» في بيروت (1847) و«الجمعية السرية» (1875) و«حزب اللامركزية العثماني» (1912) في القاهرة، والمنتدى العربي (1907) و‌جمعية العهد (1913) و‌جمعية العربية الفتاة. ومنها ما أسسه الطلبة العرب في باريس، لكن مع اندلاع الحرب الأولى انتقل معظمها إلى دمشق وبعضها إلى بيروت.
طالبت هذه الجمعيات بإلإصلاح وإطلاق الحريات العامة وباللامركزية. نظرياً كانت الدولة تتقبل الإصلاح ومطالب الجمعيات والمثقفين غير أن التغيير كان بطيئاً ومثقلاً بسياسة الاتحاديين التمييزية ضد العرب، فعلى سبيل المثال في أعقاب عودة الحياة الدستورية عام 1908 انتخب لمجلس النواب العثماني (مجلس المبعوثان) مائتان وخمسةٌ وسبعون نائباً مُثّل فيه سبعة ملايين تركي بمائةٍ واثنين وأربعين نائباً [52%]، في حين تمثل عشرة ملايين عربي دون احتساب مصر (التي ستبقى إيالةً عثمانيةً حتى اندلاع الحرب وحيث سيستبدل الإنجليز بنظام الخديوية العثماني الحماية البريطانية) بستين نائبًا فقط [22%] (حسب ستيفن لونغريغ فإن أبناء متصرفية جبل لبنان قاطعوا -احتجاجاً على سوء الأوضاع- ورفضوا انتخاب مبعوثين عنهم، لكن أياً كان الأمر فإن تعدادهم القليل لن يسمح بتعديلٍ ذي قيمةٍ في المجلس)، أما في مجلس الأعيان -الذي يعيّن السلطان أعضاءه تعييناً- فلم يكن للعرب فيه سوى ثلاثةٍ من أصل أربعين عينًا؛ تدعى سياسة صبغ الدولة والمجتمع بالصبغة التركية «بالتتريك». والتي كانت سياسةً ثابتةً لدى حزب الاتحاد والترقي.
ونتيجة هذه العوامل وأمثالها عقدت الجمعيات العربية مؤتمر باريس عام 1913 والذي طالب بالمساواة و‌اللامركزية على غرار سويسرا و‌الولايات المتحدة والاعتراف بالعربية لغة رسمية وعدم أداء الجندية الإلزامية (الجهادية) خارج أراضي الولايات العربية. صادق السلطان في 18 آب 1913 على مقررات المؤتمر، لكن الرأي الأخير في الدولة حينها كان للاتحاديين، فأدت مماطلتهم وتسويفهم، ثم الأحداث الدولية بانفجار الحرب العالمية الأولى إلى إجهاض أي إصلاحٍ أو مساواةٍ منشودة.

خريطة فرنسية من عام 1915 باسم سورية المتكاملة تظهر سورية من غزة والعقبة إلى غرب مرسين

## الحرب العالمية الأولى

### استبداد جمال باشا، والمجاعة

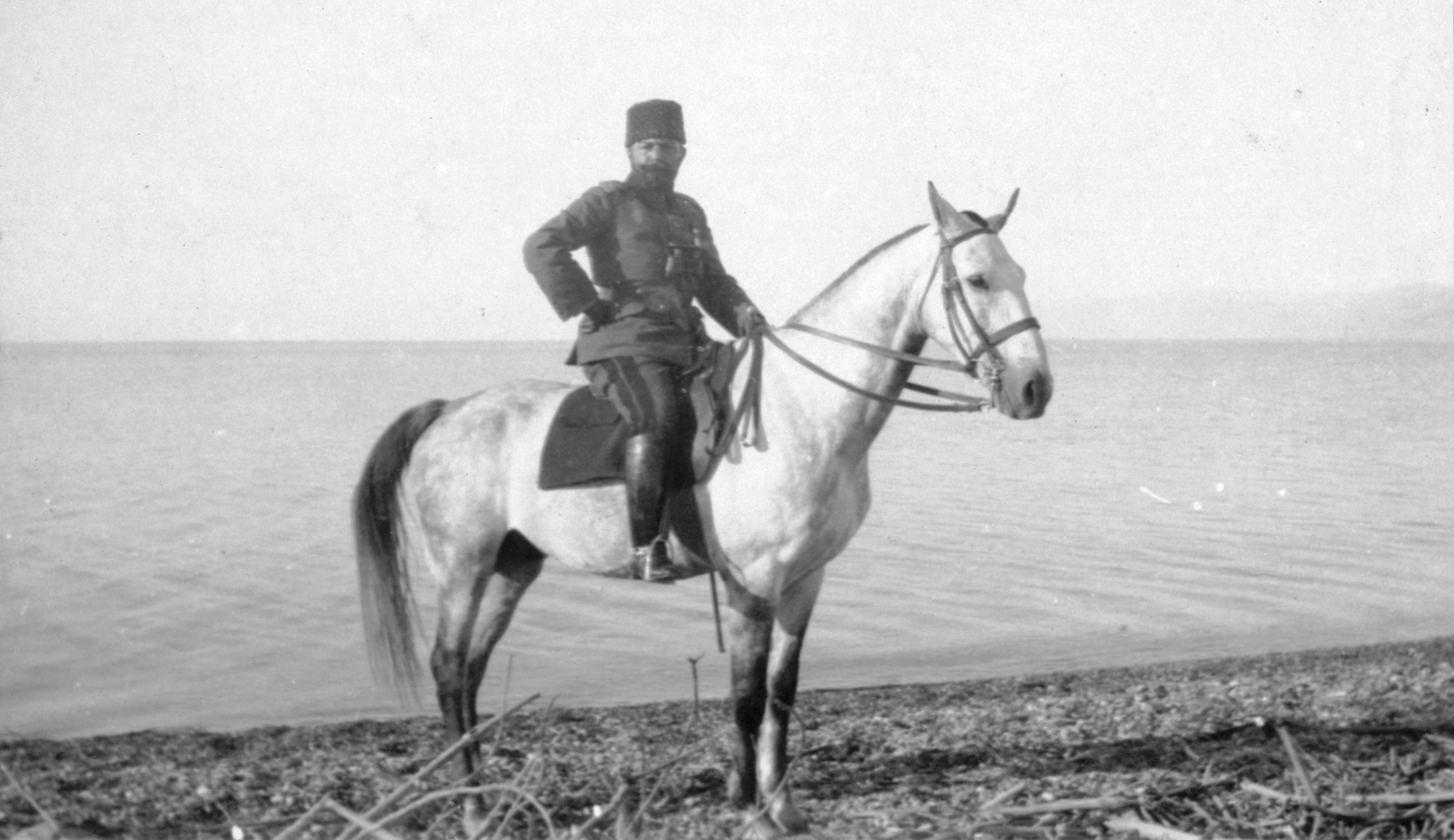
جمال باشا الملقب «بالسفّاح»، قرب البحر الميت خلال حرب السفر برلك عام 1915.

صورة قديمة ملونة لأسراب الجراد عند ظهورها في سماء جبل لبنان عام 1915.

في 2 آب 1914 صدر قرار الحكومة العثمانية بالتعبئة العامة، وفي 5 تشرين الثاني أعلنت الدولة رسميًا وقوفها إلى جانب ألمانيا في الحرب، ثم صدر في 7 تشرين الثاني فتوى شيخ الإسلام بوجوب الجهاد. كان ما يعرف باسم «الجيش الرابع» العثماني المكون من أربع فرقٍ (زيدت بعدئذٍ إلى خمسٍ) مرابضًا في دمشق تحت قيادة زكي باشا الحلبي، ولكونه عربيًا ومناهضًا للتحالف مع ألمانيا استدعي إلى إسطنبول، وعيّن والي أضنة جمال باشا الملقب «بالسفّاح» حاكمًا عسكريًا ومدنيًا على عموم بلاد الشام بصلاحياتٍ واسعة، وكان أحد ثلاثةٍ الأكثر نفوذاً في حزب الاتحاد والترقي.
في دمشق كان أعضاء الجمعية العربية الفتاة وجمعية العهد يتداولون بالاستقلال التام للبلاد العربية في إطار مملكةٍ تضم بلاد الشام والعراق وشبه الجزيرة العربية، كان ذلك نتيجة تراكماتٍ لعلاقاتٍ متوترةٍ بين الجمعيات العربية والسلطات العثمانية عمومًا والاتحاد والترقي على وجه الخصوص، ويقول المؤرخ جورج أنطونيوس إن المجتمع الدمشقي بجميع أطيافه كان مؤيداً للثورة بما في ذلك العلماء من أمثال بدر الدين الحسني كبير علماء دمشق. ويعود ذلك لسياسة الاتحاديين الخرقاء القومية المتطرفة وبطشهم مع أن الرأي العام لم يكن مع الانفصال عن دولة الخلافة، غير أن الجمعيات السياسية رفضت أي تدخل من جانب بريطانيا أو مساعدة من الحلفاء، وبحثت عن نصير داخلي يتبنى قضيتها فاتصلت بوالي الحجاز الشريف الحسين بن علي عن طريق أحد أعضائها «نسيب البكري» حول دعم الشريف الحسين للثورة بما له من مكانةٍ سياسيةٍ ودينيةٍ بارزةٍ مقابل توليه عرش المملكة العربية المزمع تشكيلها.
كانت فكرة الثورة تراود الحسين لتخوفه من تعزيز نفوذ الدولة العثمانية في الحجاز على حساب سلطته حتى إنه أرسل ابنه الثاني عبد الله (1882-1951) للقاهرة قبل اندلاع الحرب يطلب مدافع من الإنجليز (شباط/فبراير 1914)، فلما أرسلت جمعيات المثقفين العرب له بادر بإرسال ابنه فيصل إلى دمشق -في إطار رحلته إلى إسطنبول لمقابلة الصدر الأعظم- فوصلها يوم 26 آذار/مارس وبقي أربعة أسابيع قبل سفره لاسطنبول، وفي عودته مكث بدمشق فترة أخرى. وقد اتصل بقادة الجمعيات واستمع لهم، وعندما عاد إلى مكة في 20 حزيران/يونيو 1915 قدّم لوالده تقريرًا حول رؤية رجال الجمعيات ووضع الدولة العثمانية وواقع الحال في المناطق العربية جراء سياسة الاتحاديين.
سيستغرق الشريف الحسين حوالي عامٍ لاستجماع قواه ومفاوضة بريطانيا لنيل تعهدها بالاعتراف باستقلال العرب بعد الحرب (راجع مراسلات حسين - مكماهون). خلال هذا الوقت كان تسلّط جمال باشا قد بلغ شأنًا عاليًا، فقد شنّ منذ شباط 1915 هجوماً لاحتلال مصر ظناً أن الشعب المصري سيثور ويقف بجانبه لكنه فشل في الهجوم ولم يُبد الشعب المصري تعاطفاً معه، ثم أخذ يبعد الفرق العربية من الجيش إلى الأناضول ويحلّ فرقًا تركيّة بدلاً منها ضمانًا لولائها، كما أسس ديوانًا للأحكام العرفية في دمشق وآخر شبيهًا في عاليه وأخذ ينكّل بوجهاء المدن ومثقفيها من العرب عن طريق المجلسين. أصدر المجلسان عدة أحكام بالنفي والإعدام والسجن مع الأشغال الشاقة على كثير من هؤلاء؛ وأخيرًا ألغى جمال باشا نظام متصرفية جبل لبنان وأعاده سنجقاً عادياً؛ ترافق ذلك مع انتشار المجاعة وغزو أسراب الجراد منذ ربيع 1915، فأتت على المحاصيل وارتفعت أسعار الطعام بل وفقد من بعض القرى والمدن، فأخذ الشعب يموت جوعًا، وشوهدت جثث الموتى على قوارع الطرق ومات في شمال سوريا وحدها من ستين إلى ثمانين ألفًا بالمجاعة. (مع أن الوضع كان صعباً حقاً إلا أن الدراسات تقلل من شأن المرويّات الشعبية المبالغ بها والأرقام (في غياب إحصاءاتٍ فعليةٍ) حول مجاعة سنة 1915، وخاصة لبنان الذي يقال إنها أصابته أكثر من غيره).

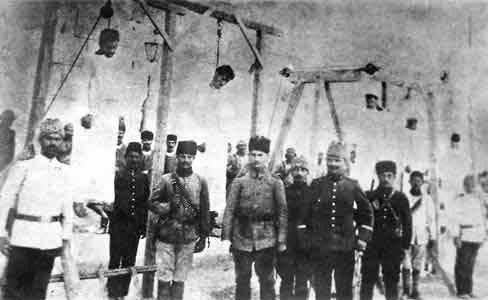
ساحة المرجة يوم 6 أيار 1916 الذي أصبح عيد الشهداء.

لحق بطش جمال باشا بمعظم وجهاء وأعيان الجمعيات العربية في دمشق واعتقل أغلب رموزها أمثال شكري القوتلي وفارس الخوري وغيرهما، وترافقت الاعتقالات مع التعذيب وقوافل الإعدام، وقد لقّب جمال باشا «بالسفّاح» منذئذ. وعندما زار فيصل دمشق للمرة الثالثة في كانون الثاني 1916 كان المناخ مؤاتيًا جدًا للثورة ومن جميع النواحي.

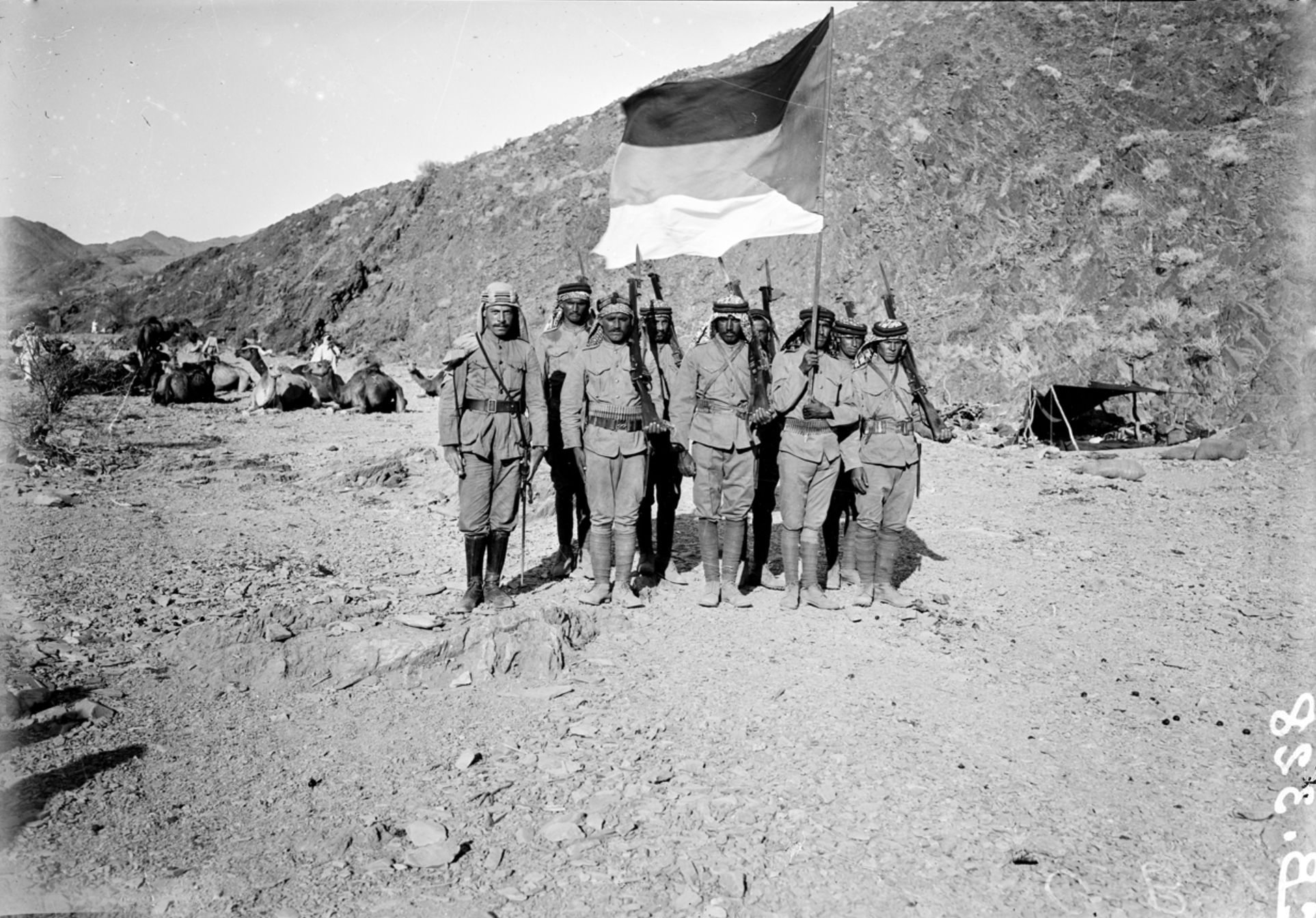
جنود من الجيش العربي التابع لمملكة الحجاز أمام علم الثورة العربية الكبرى.

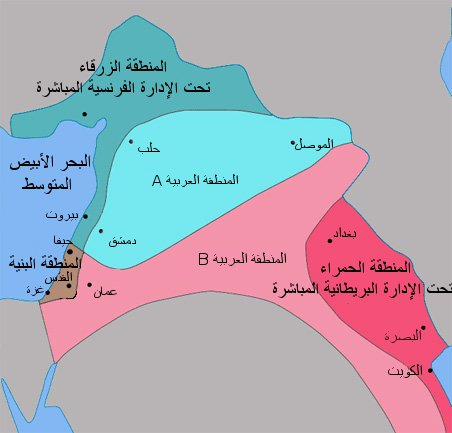
خريطة سايكس بيكو التي أبرمت عام 1916 بين بريطانيا وفرنسا، وكانت السبب الرئيس في فصل سوريا الجنوبية.

كانت بريطانيا عاجزة عن تحقيق نصر حاسم على العثمانيين طوال عام 1915 بل تلقت هزيمة قاسية في حملة جاليبولي وانسحبت من منطقة المضائق التركية، وكذلك تلقت هزيمة أخرى في الكوت العراقية في نيسان/أبريل 1916. دفعتها هذه الهزائم عن طريق مفوضها في مصر هنري مكماهون لمراسلة الشريف الحسين بهدف حضّه على إعلان الثورة على الدولة العثمانية. طالب الشريف حسين بدولةٍ عربيةٍ برئاسته وأياً يكن اعتبارها لأهدافه مطامع شخصية أم استقلال العرب ووحدتهم فقد وافقت بريطانيا على مطالبه (للاطلاع صفحة مراسلات الحسين-مكماهون). وبالرغم من أن الإنجليز لم يشيروا إلى الجمعيات السرية الناشطة في دمشق إلا أنهم كانوا يعرفون عنها الكثير ولاسيما منذ أعمال المؤتمر العربي الأول في باريس (حزيران/يونيو 1913). انتهت مراسلات الحسين مكماهون في 10 آذار/مارس 1916 وكان الخطابان الأخيران لمناقشة الأمور التفصيلية وفيهما أرسل الحسين يحدد موعداً مبدئياً لقيام الثورة حزيران/يونيو. أوفدت الحكومة الفرنسية إلى مصر جورج بيكو فوصلها يوم 9 شباط 1916 وبدأ مفاوضاتٍ مع مارك سايكس حول تنفيذ مقررات مؤتمر سان بطرسبرغ الذي عقده الحلفاء، ولد نتيجة المفاوضات اتفاق سايكس بيكو يوم 16 أيار 1916، ونصّ على تقسيم سوريا العثمانية بين بريطانيا جنوبًا وفرنسا شمالاً والعراق لبريطانيا التي كانت قد أنهت للتو اتفاقها مع العرب.

### الثورة العربية الكبرى
في 6 أيار 1916 كان جمال باشا قد أقدم على إعدام أربعة عشر رجلاً من وجهاء سورية في بيروت ودمشق فكانت تلك أكبر قافلة للإعدام، وشكّلت محفزًا لفيصل لإعلان الثورة، فتوجّه إلى الحجاز ومن مكة أعلن ثورة العرب على الحكم العثماني يوم 10 حزيران 1916 ومعه ألف وخمسمائة جندي وعدد من رجال القبائل المسلّحة، ولم يكن لجيش فيصل مدافع فقدّمت له بريطانيا مدفعين ساهما في تسريع سقوط جدة والطائف وتوجه منها إلى العقبة حيث بدأت المرحلة الثانية من مراحل الثورة رسميًا أواخر عام 1917، مدعومة من الجيش البريطاني الذي احتلّ القدس في 9 كانون الأول 1917 وقبل نهاية العام كانت جميع أراضي سنجق القدس تحت الحكم البريطاني. أما جيش فيصل فكان ينمو باطراد إذ كما انضم أغلب رجال قبائل تلك الأصقاع إلى الثورة. اشتكبت القوات العربية مع القوات العثمانية في معركة فاصلة قرب معان وأسفرت المعركة عن شبه إبادة للجيش السابع التركي وكذلك الجيش الثاني، وسقطت معان في 23 أيلول 1918 تلتها عمان يوم 25 أيلول ثم درعا يوم 27 أيلول، وقبلها بيوم، أي في 26 أيلول كان الوالي العثماني وجنده قد غادروا دمشق إيذانًا بزوال حكم العثمانيين عنها.

## الفترة الانتقالية

### الحكومة المؤقتة
في 27 أيلول 1918، رفع العلم العربي في دمشق وتشكلت حكومة برئاسة الأمير محمد سعيد الجزائري، شكلّها وجهاء المدينة وأعيانها لضبط الأمن ريثما تصل القوات العربية، ولم تستمر حكومة الجزائري أكثر من ثلاثة أيام، إذ دخل الجيش العربي دمشق في 1 تشرين الأول 1918، ثم دخلها فيصل بن الحسين و1200 رجلاً من أتباعه على ظهور الخيل في 4 تشرين الأول، قبل أن تصلها فرقة أستراليّة حلت في دمشق في 10 تشرين الأول؛ وقبل نهاية الشهر كان العثمانيون قد أجلوا عن سائر بلاد الشام ثم انسحبوا من الحرب بتوقيعهم هدنة مودروس في 30 تشرين الأول 1918. لعلّ أبرز ما قامت به حكومة وجهاء دمشق، هو إنزال العلم العثماني من على دار البلدية في ساحة المرجة، ورفع علم الثورة العربية بدلاً منه وسط هتاف الجماهير.
حال دخوله دمشق، قسّم الجنرال إدموند ألنبي القائد العام لقوات الحلفاء في الشرق، قرارًا يقضي بتقسيم بلاد الشام إلى ثلاث مناطق عسكرية، شرقية وغربية وجنوبية، بما ينسجم مع ما كان قد أقرّ سابقًا في سايكس بيكو، رغم ذلك فقد اعتبر ألنبي التقسيم «مؤقت». ثم عيّن علي رضا الركابي رئيسًا لحكومة مؤقتة على بلاد الشام يوم 1 أكتوبر 1918، وكان من أول أعمال الركابي تعيين شكري الأيوبي حاكمًا باسمه في لبنان، وعندما وصل فيصل إلى دمشق في 3 تشرين الأول 1918، استقبل استقبالاً شعبيًا وعسكريًا منقطع النظير كما يقول يوسف الحكيم، ثبّت الركابي في منصبه رئيسًا للوزراء، وغادر لزيارة حمص وحماة وحلب، ثم انتدبه والده لتمثيله في مؤتمر الصلح المنعقد في باريس بعد انتصار الحلفاء في الحرب، فغادر سوريا في 22 تشرين الثاني تاركًا أخاه زيد بن الحسين نائبًا عنه للأمور البرتكولية، ورضا الركابي للإدارة الفعلية.
قامت حكومة الركابي بإنجازات هامة خلال المرحلة الانتقالية، وما ارتبط بها من ظروف صعبة، ومنها احتلال الجيش الفرنسي للساحل بدءًا من بيروت في 6 تشرين الأول، ومنها إلى اللاذقية في 10 تشرين الأول وأنطاكية في 24 تشرين الأول. أما خلال زيارته باريس أصيب الأمير فيصل بخيبه أمل جمّة إذ بات واضحًا أن الحلفاء لن يرضوا اتحاد هاشمي بين الحجاز والعراق والشام. كما ثبت أن سايكس بيكو حقيقة وليس إشاعات كما ردد الإنكليز خلال الحرب، أما الطامة الكبرى فهو وعد بلفور، الذي اضطر فيصل للاعتراف به بموجب اتفاق وقعه تحت الضغط مع حاييم وايزمان. النجاح الوحيد الذي حققه فيصل تمثلّ بمصادقة المؤتمر على تشكيل لجنة لتقصي الحقائق بهدف معرفة رغبات السكان وسميت اللجنة لجنة كينغ كراين، وبنتيجة هذه الحوادث مجتمعة، أصبح التركيز على الاستقلال والوحدة للبلاد السورية، مع الحفاظ على التعاون والتنسيق في العلاقات مع العراق والحجاز.

### المؤتمر السوري العام

قاعة النادي العربي بدمشق، مقر المؤتمر السوري العام ومنها تم إعلان قرار الاستقلال وقيام المملكة.

خلال عام 1919 كان الرأي في دمشق، ورغبة الأمير فيصل أيضًا، تتجه لاستحادث سلطة تأسيسية - تشريعية للدولة السورية، والتي تمثل أرقى وأعلى سلطة لتمثيل الشعب والنطق باسمه، ومع إقرار إيفاد لجنة كينغ كراين إلى المنطقة، اتفق فيصل مع الوجهاء السياسيين والمثقفين إجراء الانتخابات «بالإمكانات المتاحة»، لكي يقابل اللجنة «مجلس يمثل الشعب وينطق باسمه». ولاستحالة تنظيم الانتخابات بالمعنى الكامل للكلمة، فقد اكتفت الحكومة، بدعوة الناخبين الأوليين في ولايتي دمشق وحلب لانتخاب الأعضاء. فإنّ النظام الذي كان معتمدًا منذ أيام الدولة العثمانية، هو نظام ديمقراطية تمثيلية، أو نظام الدرجتين، يقوم على أساس انتخاب الشعب على أساس الدوائر الصغرى لناخبين يقومون بانتخاب النواب على أساس الدائرة الكبرى. وعلى هذا الأساس، فإن الناخبين الأوليين المنتخبين عام 1908 لمجلس المبعوثان العثماني، قاموا بانتخاب نواب المجلس الذي يقرر أن يكون اسمه «المؤتمر السوري العام»، وانتخبوا محمد فوزي العظم، وهو وزير الأوقاف سابقًا في الدولة العثمانية، رئيسًا للمجلس، أما في المنطقة الغربية والمنطقة الجنوبية، والأولى خاضعة لاحتلال عسكري فرنسي مباشر والثانية لاحتلال بريطاني، فقد اكتفي بعرائض وقّع عليها الأهالي، دون صندوق انتخابات.
شكّل الوطنيون السوريون، المحسوبون أساسًا على جمعية العربية الفتاة سابقًا أكثرية المؤتمر، وتنحى محمد العظم عن الرئاسة قبيل الافتتاح للخلافات السياسية مع أكثرية المؤتمر، فانتخب هاشم الأتاسي رئيسًا لأول سلطة تشريعية في سوريا؛ في حين تولى محمد عزة دروزة وهو من فلسطين - المنطقة الجنوبية - ويوسف الحكيم وهو مسيحي من اللاذقية - المنطقة الغربية - منصبي نائب الرئيس. لقد تألف المؤتمر من 85 عضوًا، غير أن بعض النواب منعت فرنسا حضورهم في المناطق التي يمثلونها إلى دمشق، فافتتح المؤتمر بحضور 69 نائبًا يوم 19 حزيران 1919، وقال أن مهمته الرئيسية، وضع قانون أساسي للبلاد، والإشراف على عمل الحكومة والدفاع عن وحدة سوريا واستقلالها. في جلسته الثانية يوم 22 تموز، نصّت الفقرة الثانية من الإعلان الذي أصدره المؤتمر، على كون «حكومة البلاد السورية،...، ملكية نيابية، على أن يتولى ملك هذه البلاد الأمير فيصل الذي جاهر في سبيل تحرير هذه الأمة جهادًا استحق به أن نضع تمام الثقة بشخصه».

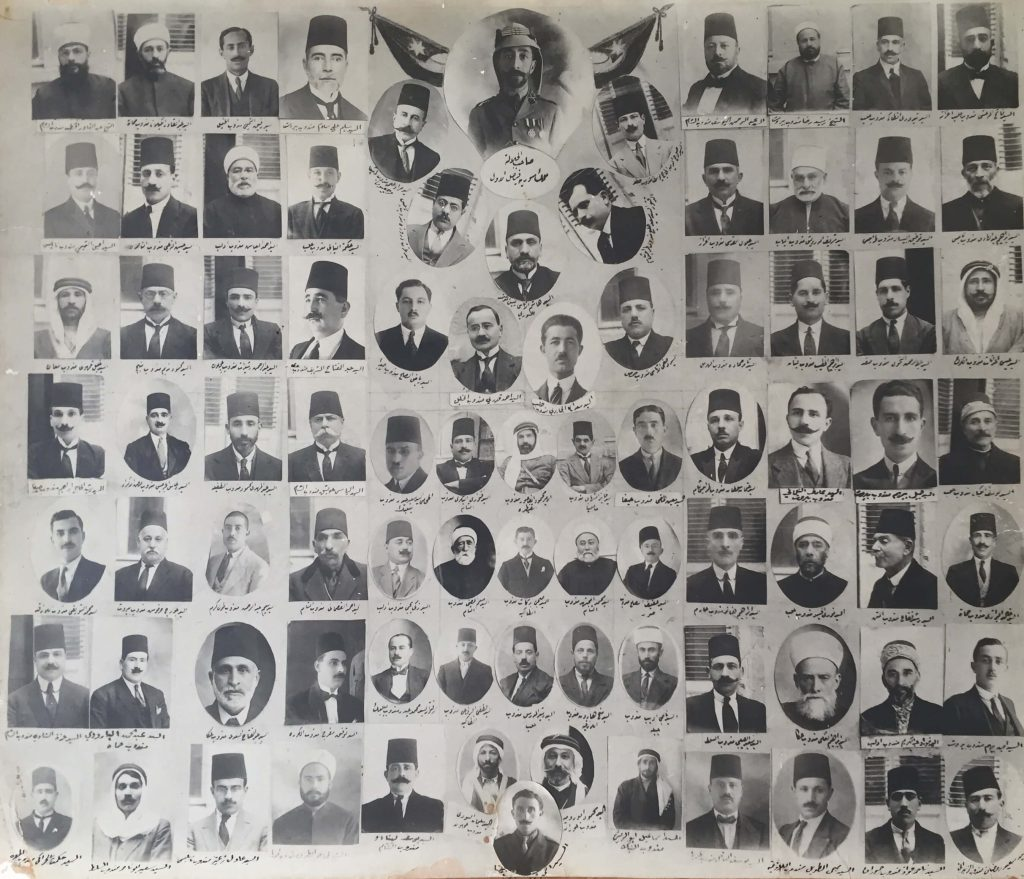
لوحة تظهر مندوبي المناطق السورية المشاركين في المؤتمر السوري العام

### لجنة كينغ كراين
وصلت لجنة كينغ كراين إلى يافا في 10 حزيران، وجالت في المناطق الثلاث الغربية والجنوبية والشرقية حتى 21 تموز، وزارت خلالها 40 مدينة وقرية وتلقت 1800 عريضة، احتوت على 300 ألف توقيع. والتقت الأمير فيصل والحكومة وأعضاء المؤتمر العام ووجهاء دمشق وفعاليتها في 2 تموز، ووضعت تقريرًا سريًا كشف عن محتواه عام 1922 ونشرته صحيفة أمريكية. التقرير الصادر عن اللجنة نصّ أن يكون «الحكم ملكيًا دستوريًا، فيصبح فيصل ملكًا على سوريا، لأنه أتى إلى مكانه بشكل طبيعي»، وفي إطار حكم ذاتي لجبل لبنان، على أن يكون الانتداب «بالمعنى التطوري» من الولايات المتحدة فإن رفضت فمن بريطانيا، غير أن قلة فقط تؤيد انتداب فرنسا. بكل الأحوال فإن دول الحلفاء المنتصرة في الحرب، أفشلت فعليًا لجنة عمل الاستقصاء منذ أن رفضت المشاركة في تكوينها، وتبني نتائج توصياتها، ولم يدعمها فعليًا سوى الرئيس الأمريكي وودرو ويلسون، صاحب مبدأ «حق الشعوب في تقرير مصيرها».

### زيارة أوروبا

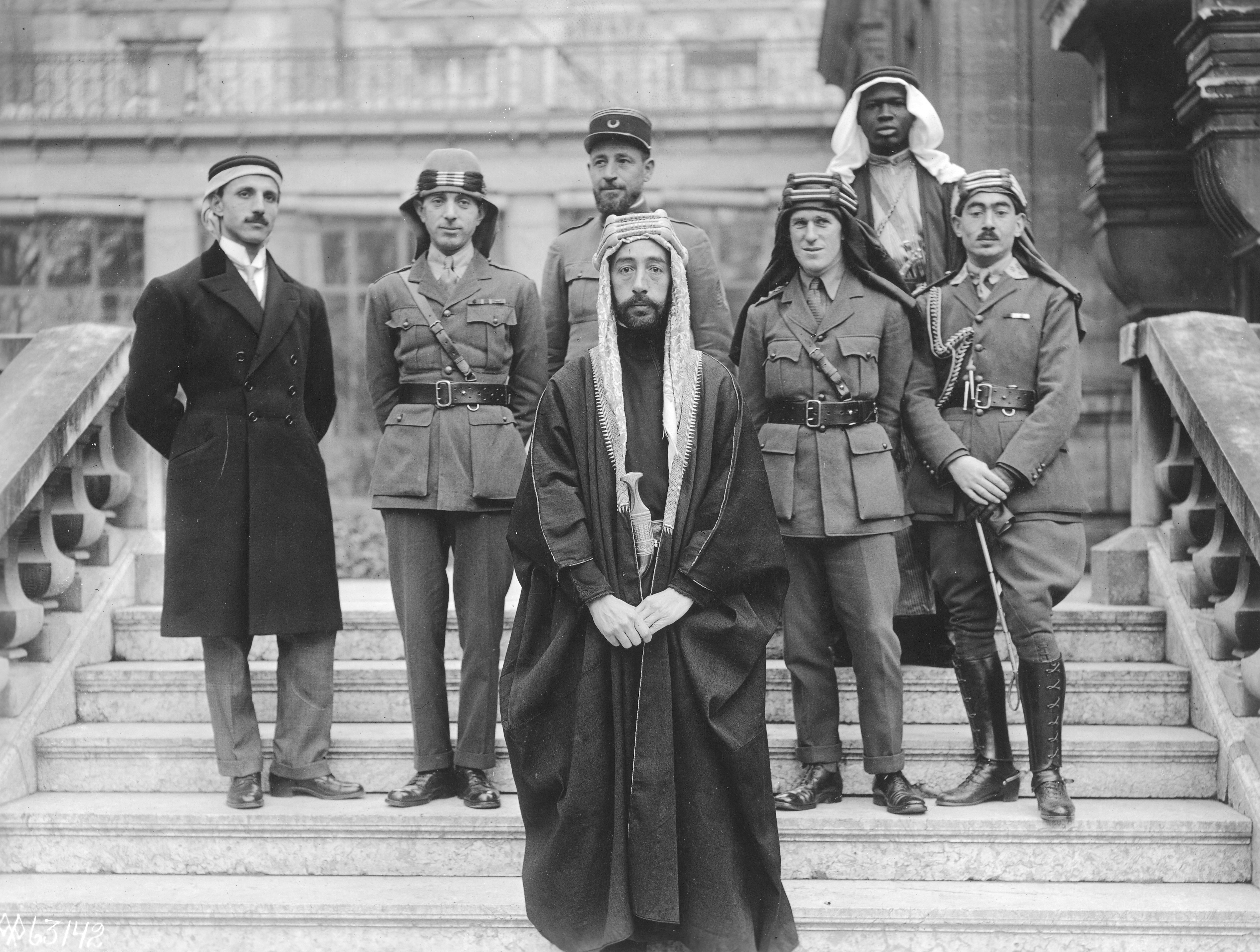
الأمير فيصل خلال تواجده في مؤتمر باريس للسلام 1919.

في حزيران 1919 طالب الدروز الأمير فيصل والحكومة بحكم ذاتي في ألوية السويداء، وفي 4 آب 1919 شكل فيصل حكومة جديدة برئاسته، ومن ثم غادر في 10 أيلول عبر بارجة بريطانية من حيفا إلى مرسيليا ومنها إلى لندن بناءً على طلب الحكومة البريطانية. في بداية تشرين لثاني 1919، انسحبت القوات البريطانية من كيليكيا وسوريا، واحتفظت بممثلية عسكرية صغيرة في دمشق، إلا أنها لم تنسحب من القسم الجنوبي من البلاد، أما فيصل في لندن فقد قبل بضغط من الحكومة البريطانية التوجه إلى باريس للقاء الساسة الفرنسيين، فوصلها في 27 تشرين الثاني، وكانت الحكومة الفرنسية قد أقرّت تعيين هنري غورو «مندوبًا ساميًا على سوريا ولبنان»، فوصل بيروت واتخذها مقرًا له في 18 تشرين الثاني.
تأزمت الأوضاع في البلاد بعد أن قام الجيش الفرنسي باحتلال الأقضية الأربعة في 1 كانون الأول، والتي كان «مجلس إدارة جبل لبنان» قد طالب بضمها إلى لبنان، وإذ وصل الشقاق إلى المؤتمر السوري العام، بعد بيان رضا الركابي في 5 كانون الأول، هدد المؤتمر بسحب الثقة من الحكومة ما لم يستقل الركابي، فاستقال في 10 كانون الأول، واستبدله الأمير زيد بن الحسين بعبد الحميد القلقطجي، غير أن أكثرية المؤتمر لم ترض عنه فاستقال واستبدل في 13 كانون الأول بمصطفى نعمة، الذي اتخذ مع الحكومة قرار التجنيد الإجباري في 19 كانون الأول «لمقاومة الاحتلال». في 14 كانون الثاني، وصل فيصل إلى بيروت قادمًا عن طريق البحر، والتقى غورو للمرة الأولى. كان ثمرة زيارة فيصل إلى باريس ما عرف باسم اتفاق فيصل كليمنصو المؤرخ في 6 كانون الثاني، والذي نصّ على قبول الانتاب الفرنسي واستقلال فلسطين، غير أن المؤتمر السوري العام رفض الاتفاق، وكذلك فقد سقطت حكومة كليمنصو في فرنسا وحلّت حكومة مليران اليمين المتطرف بدلاً منها، فتنصلّت فرنسا من الاتفاق فعليًا. بعد عودته إلى دمشق، قام فيصل بجولة داخلية جديدة، فزار حلب في 28 كانون الثاني، وبيروت في 3 شباط، حيث التقى غورو للمرة الثانية. في أواخر شباط دعت الحكومة المؤتمر للانعقاد، وجرت المباحثات في تلك الفترة، وتكثفت في أوائل آذار حول إعلان الاستقلال.

## قيام المملكة

### إعلان الاستقلال

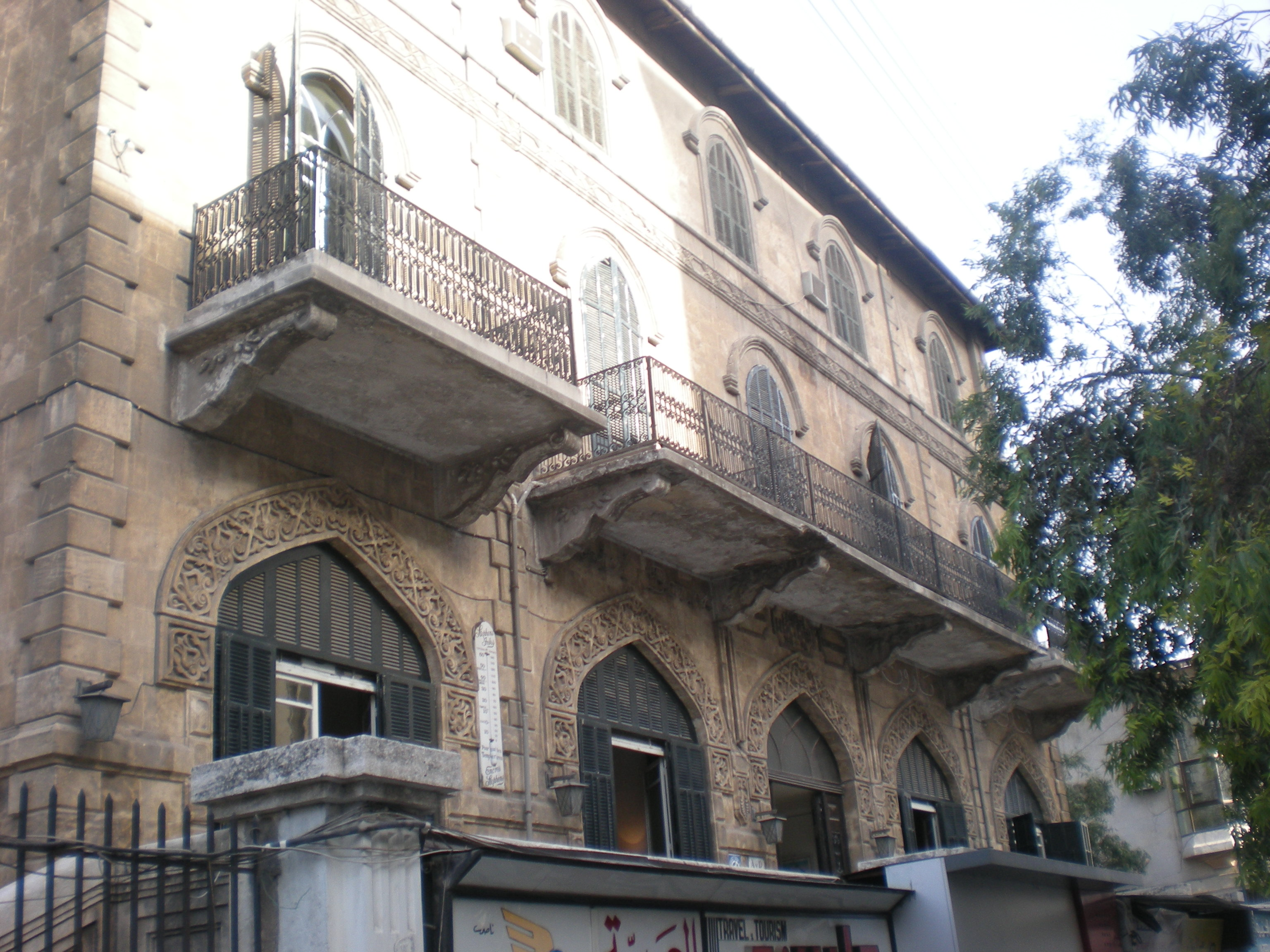
واجهة فندق بارون في حلب، والذي من شرفته أعلن فيصل خطاب الاستقلال في حلب خلال زيارته الأولى بعد إعلان الاستقلال.

فيصل الأول، ملك سوريا 1920.

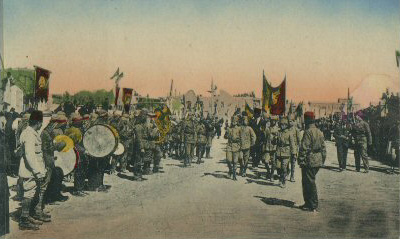
من احتفالات العسكرية بإعلان الاستقلال في 8 آذار 1920.

في 7 آذار اجتمع المؤتمر السوري العام وأصدر بيان الاستقلال، ورفض في بيانه أي تقسيم للبلاد، وأكّد على تعاونها مع العراق وبايع فيصل بن الحسين ملكًا دستوريًا على سوريا، كذلك فقد أقرّ المؤتمر الحكم الذاتي لجبل لبنان واللامركزية الإدارية لسائر المناطق. وتطرق بيان إعلان الاستقلال لحقوق الشعوب في تقرير مصيرها، ومبادئ الرئيس الأمريكي ويلسون، ورفض المشاريع الصهيونية أو أي تقسيم لسوريا. جاءت هذه الخطوة من طرف واحد، أي من دون موافقة الحلفاء المسبقة، وكان القنصل البريطاني في دمشق قد نصح فيصل الأول وكذلك المؤتمر السوري العام بتأجيل إعلان الاستقلال لما بعد مؤتمر سان ريمو، لكن المؤتمر دعا الحلفاء ودول العالم: «لاحترام هذا الحق الشرعي والطبيعي في الحياة». كما طالبوهم بالانسحاب من المناطق المحتلّة «الغربية والجنوبية» في سوريا، وعيّنوا موعد تتويج فيصل في مبنى البلدية في ساحة المرجة بدمشق يوم 8 آذار 1920.
حضر التتويج أعضاء الطبقة السياسية من الحكومة والمؤتمر وممثلين عن دول أجنبية عدا بريطانيا التي سحبت ممثليها في دمشق، ورؤساء الطوائف الإسلامية والمسيحية واليهودية، وكذلك حشد من الوجهاء؛ في حين غصّت ساحة المرجة بالجموع والأعلام. تخلل الحفل كلمة للطوائف المسيحية واليهودية ألقاها غريغوريوس حداد بطريرك أنطاكية، ومبايعة مفتي البلاد؛ إعلان الاستقلال والمبايعة قام به أولاً أمين سر المؤتمر السوري العام محمد عزة دروزة من شرفة المبنى أمام الجماهير، وتطرق به لمجمل الأحداث من إعلان الثورة على العثمانيين وجهود الشريف حسين بن علي في ذلك وصولاً إلى عوائق استقلال البلاد ومشاريع تقسيمها، وقال:
| المملكة العربية السورية | لقد اخترنا بإجماع الرأي سموكم، ملكًا دستوريًا على البلاد السوريّة، نظرًا لما امتزتم به من الحكمة وسداد الرأي، وجليل الصفات، ولما قمتم به في ميادين الحرب والسياسة من الأعمال الخالدة في مصلحة الأمّة، ولما عُرفتم به من حبّكم للحريّة والدستور، وإخلاصكم للبلاد والأمّة. | المملكة العربية السورية |

وقد نشرت كلمات الحفل، في الجريدة الرسمية يوم 11 آذار؛ وختم الحفل بإطلاق المدفعية مائة طلقة وطلقة ابتهاجًا، ويقول عبد الله الأول شقيق الملك فيصل وملك الأردن في مذكراته، أن مظاهر فرح جمّة عمت جميع المدن الشاميّة في أعقاب إعلان الاستقلال وخصوصًا في بيروت والقدس، بيد أن عبد الله الأول ينتقد إعلان الاستقلال ويقول أنه جاء متسرعًا وهدف إلى وضع الحلفاء تحت سلطة الأمر الواقع، الأمر الذي لا يمكن أن يقبلوا به، كما قال أنها ضد إرادة الشريف حسين بن علي والدهما.

### حكومتي الركابي والأتاسي

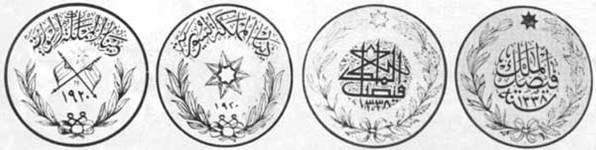
عملات معدنية من الدينار السوري، العملة الرسمية زمن المملكة.

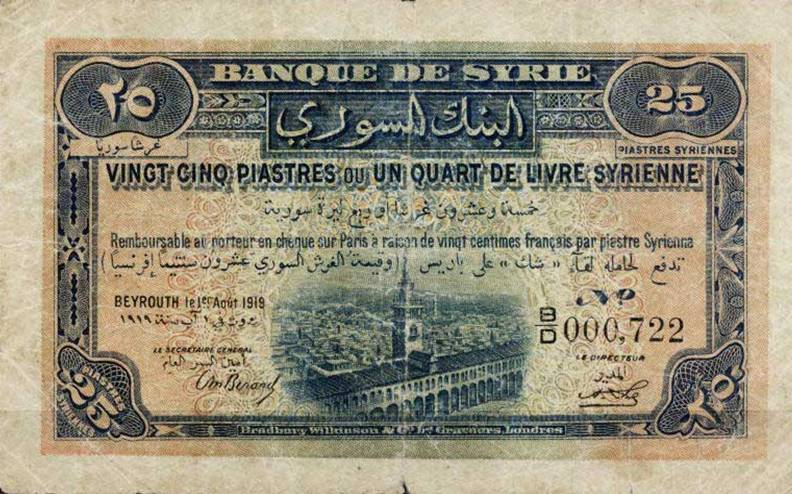
ورقة نقدية من فئة ربع ليرة (خمسة وعشرون قرشا) من إصدار البنك السوري التابع لسلطة الاحتلال الفرنسي في بيروت

بعد إعلان الاستقلال تشكلت حكومة جديدة برئاسة رضا الركابي مجددًا. نالت الحكومة ثقة المؤتمر العام لتكون أول حكومة سورية دستورية، وعكف المؤتمر على كتابة الدستور بينما قامت الحكومة بتعيينات إدارية للولاة وأعضاء مجلس الشورى وكبار موظفي الدولة والقصر الملكي، واستحدثت أول عملة سورية هي «الدينار السوري»، وعكفت على تأسيس الجيش الوطني، ووضعت قانون النسيج. ولشحّ وارداتها المالية، عمدت إلى تمويل الخزينة من خلال قرض وطني بضمان طويل الأجل لأراضي مملوكة للدولة وغير مستثمرة. رفضت الدول الغربية الاعتراف بالكيان الجديد، أو إعلان الاستقلال، كما رفضت مخاطبة فيصل بلقب «جلالة الملك». في 30 آذار دعت الحكومة البريطانية فيصل لحضور مؤتمر سان ريمو في إيطاليا، والذي عُقد بين 19 - 26 نيسان، واكتفى فيصل بايفاد ممثلين عنه، وأقرّ المؤتمر مقررات سايكس بيكو، بشكل معدّل، وكامل. في أعقاب المؤتمر تعرضت الوزارة لنقد جديد، واتهم الركابي بالعمالة لفرنسا، فاستقال أخيرًا في 2 أيار، وكلّف الملك رئيس المؤتمر العام هاشم الأتاسي في 3 أيار بتشكيل الحكومة، فشكلها في اليوم ذاته، واحتوت على شخصيات «وطنية» مثل يوسف العظمة وعبد الرحمن الشهبندر. ذكرت الوزارة الجديدة في بيانها أن أساس خطة الوزارة هو تأييد الاستقلال التام الناجز المتضمن في جملة ما يتضمنه حق التمثيل الخارجي والإصرار على الوحدة السورية في حدودها الطبيعية مع رفض منح أي قسم من البلاد لليهود.
رفضت الحكومة، وكذلك المؤتمر العام، مقررات مؤتمر سان ريمو، وأبلغوا دول الحلفاء بذلك تباعًا بين 13 و21 أيار، وكانت الأصوات تتعالى في سوريا للتحالف مع كمال أتاتورك في تركيا، أو الثورة البلشفية في روسيا، وقد شهدت حلب لقاءات بين وزير الحربية يوسف العظمة، ووفد تركي ممثل لمطصفى كمال، حول دعم السوريين في نضالهم ضد فرنسا، غير أن تلك اللقاءات لم تؤد إلى نتيجة بسبب أن أتاتورك كان يستغل السوريين لتحسين شروط تفاوضه مع الفرنسيين، فأدار ظهره للسوريين وعقد اتفاقا مع فرنسا عُرف بمعاهدة أنقرة عام 1921، التي شملت تنازل سلطة الاحتلال الفرنسي عن الأقاليم السورية الشمالية وانسحاب الجيش الفرنسي منها، وتسليمها للسلطة التركية الوليدة. في تموز 1920، أقرّ المؤتمر الدستور رسميًا، وكان الصدام العسكري على قاعدة «إعلان الجهاد» صاحب الشعبية الأعلى في المؤتمر السوري العام والصحافة، وكذلك الشارع.

## سقوط المملكة

### إنذار غورو

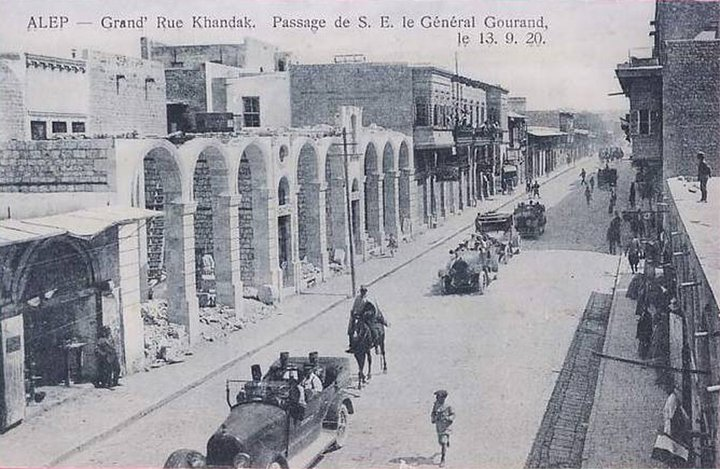
موكب الجنرال هنري غورو في حلب، بعيد الاحتلال في أيلول 1920. يعتبر غورو أول مندوب سامي فرنسي على سوريا ولبنان.

في تموز 1920 تصاعدت الأزمة مع حشد الجيش الفرنسي على حدود «المنطقة الشرقية العسكرية» في البقاع. وفي 5 تموز، أوفد فيصل مستشاره نوري السعيد للقاء غورو في بيروت، فعاد السعيد إلى دمشق مزودًا بوثيقة عرفت باسم «إنذار غورو»، والتي تشمل خمس نقاط هي، قبول الاتداب، والتعامل بالنقد الورقي الذي أصدره مصرف سوريا ولبنان في باريس، والموافقة على تمركز الجيش الفرنسي على طول الخط الحديدي الحجازي وفي حمص وحماه وحلب، وإيقاف عمليات التجنيد الإجباري، ومحاولات التسليح، ومعاقبة من تورط في عمليات عدائية ضد فرنسا. في 10 تموز، اعتقلت السلطات الفرنسية في بيروت وفدًا لبنانيًا برئاسة سعد الله الحويك شقيق البطريرك إلياس بطرس الحويك المنافح الأبرز عن استقلال لبنان، غير أنه خلافًا لشقيقه البطريرك، كان سعد الله يعتزم التوجه لدمشق لمبايعة فيصل ملكًا على سوريا «ومن ضمنها لبنان». في 13 تموز، اجتمع المؤتمر السوري العام وشجب ما يقوم به غورو، وفي اليوم التالي أي 14 تموز، وهو ذكرى الثورة الفرنسية، أرسل غورو نسخة جديدة من المطالب الفرنسية المعروفة باسم «إنذار غورو»، شبيهة بالمطالب السابقة مع بعض التعديلات، كتسريح الجيش نهائيًا، والانسحاب من مجدل عنجر، وقبول الإنذار رسميًا خلال أربعة أيام على الأكثر، وإلا فإن الجيش الفرنسي سيعلن الحرب.
في 15 تموز، عقد المؤتمر السوري العام كما يقول يوسف الحكيم «جلسة صاخبة»، رفض خلالها الإنذار بجميع بنوده. وفي 16 تموز عقدت الحكومة اجتماعًا خاصًا في القصر الملكي برئاسة فيصل، حيث ناقشت وضع الجيش وضعف عدده وعديده، ومال الملك وأغلب الوزراء لقبول الإنذار، عدا يوسف العظمة الذي أصرّ على القتال. في 17 تموز، عقد المؤتمر السوري العام جلسة استثنائية في القصر الملكي بحضور الملك غير أن الاجتماع لم يؤد إلى نتيجة. في 18 تموز اجتمعت الحكومة مجددًا في القصر الملكي، وقبلت الإنذار رسميًا، وأصدرت أمرًا بالانسحاب من مجدل عنجر. في 19 تموز تلقت الحكومة برقية من غورو «يشكرها» على قبول الإنذار، ويدعو إلى تنفيذ جميع بنوده قبل 31 تموز. في اليوم نفسه بدأت عملية تسريح الجيش، فهاجت دمشق، وسقط 200 ضحية نتيجة الاحتجاجات.

## نظام الحكم

### دستور المملكة

غلاف كتاب ذكرى استقلال سوريا يظهر حدود سوريا وتاريخ إعلان الاستقلال.

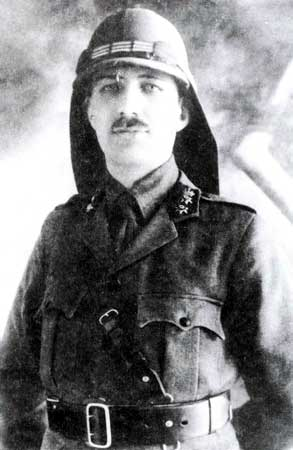
وزير الحربية يوسف العظمة.

ينص الفصل الأول من دستور المملكة على أن:
1. حكومة المملكة السورية العربية حكومة ملكية مدنية نيابية عاصمتها دمشق الشام ودين ملكها الإسلام.
2. المملكة السورية تتألف من مقاطعات تشكل وحدة سياسية لا تقبل التجزئة.
3. اللغة الرسمية في جميع المملكة السورية هي اللغة العربية.

أعدت لجنة الدستور لائحة تحتوي على اثني عشر فصلاً، تتعلق بكيفية إدارة البلاد، مؤكّدة «احترام حرية الأديان والمذاهب بلا تفريق بين طائفة وأخرى»، واختيار دمشق عاصمةً لها، «بالنظر إلى وجودها وسطاً بين ساحلها وداخلها». وأقرّت اللجنة ذاتها حق الرأي والانتخاب، إضافةً إلى احترام حقوق الأقليات، على أن تقسّم المملكة السورية إلى مقاطعات مستقلة. وأقر البند المتعلّق بحقوق الأفراد والجماعات: «الحرية الشخصية مصونة من كل تعدّ، ولا يجوز توقيف أحد إلا بالأسباب والأوجه التي يعينها القانون»، و«لا يجوز التعذيب وإيقاع الأذى على أحد بسبب ما».
كما أكد الدستور على أنّ «المطبوعات حرّة ضمن دائرة القانون، ولا يجوز تفتيشها ومعاينتها قبل الطبع». ونص ذاك الدستور على تأسيس مدارس كلية للعلوم والفنون العالية، تقوم بإدارتها وتوفير نفقاتها الحكومة.

### الحياة الحزبية
رغم قصر المدة الزمنية التي حكمت بها المملكة السورية العربية إلا أنها شهدت ومنذ ولادة المؤتمر السوري العام حياة حزبية نشطة، يعود ذلك للحس السياسي الموجود أصلاً في دمشق وحلب وسائر المدن الكبرى التي تبدأ مع مرحلة الجمعيات السياسية أواخر القرن التاسع عشر.
في 31 آذار/مارس 1920 شكل الشيخ كامل القصاب حزبًا أسماه «الحزب الديمقراطي» اشترك فيه جميل مردم وقال في بيانه التأسيسي أن غايته: خلق جو ديمقراطي دستوري في علاقات الدولة والسلطات ببعضها. وشكل أحد أهم أركان معارضة حكومة الركابي والدعوة لسحب الثقة منها في البرلمان والدعوة لمحاربة فرنسا، وكذلك فإن جمعية العربية الفتاة أعلنت منذ شباط/فبراير 1919 تأسيس حزب سياسي أسمته «حزب الاستقلال» وهو استمرّ إلى ما بعد الانتداب، وشكل عدد من رموزه أركان «الكتلة الوطنية» التي تولت الحكم عدة مرّات بعد قيام الجمهورية السورية، أما المقربون من البلاط الملكي فشكلوا أقلية معتدلة داخل البرلمان بزعامة عبد الرحمن يوسف تحت اسم «الحزب الحر المعتدل»، هناك أيضًا أحزاب أخرى أقل شأنًا كحزب الشبيبة الوطنية وحزب فتيان الجزيرة وحزب العهد السوري.

### الصحافة والإعلام
شهد النشاط الصحفي نهضة كبيرة خلال عهد المملكة، فأنشئت صحف كثيرة مثل «الحقائق»، و«الرأي العام»، و«الشرق».

### القوات المسلحة الملكية السورية
لم يكن للمملكة السورية جيش مدرّب ومزود بأسلحة قادرة على القتال لفترة طويلة، وهذا يفسر رغبة الملك فيصل ورئيس وزرائه الركابي بالميل إلى قبول الانتداب والرضوخ لمطالب فرنسا وإن كان بالاعتراف باستقلال لبنان وفلسطين، والقبول أيضًا بسلخ الموصل، مقابل المعارضة الشديدة التي أبداها المؤتمر السوري العام لهذه التنازلات. وينقل فيصل الشهبندر في مذكراته أن الملك سأل وزير حربيته يوسف العظمة حول الجيش فأجابه بأن الجيش مكون من أربعة آلاف جندي واثني عشر مدفعًا كبيرًا و36 قنبلة ثقيلة، كذلك فإنه عندما أعلنت الحكومة السورية النفير العام وشراء الأسلحة ثم قامت بعملية جرد لمحتوياتها تبين أن العتاد الحربي لا يزيد عن 270 طلقة لكل بندقية، وثمانين قنبلة لكل مدفع، وقد قال قائد الجيش السابق ياسين الهاشمي أن عتاد الجيش لا يكفي للدخول في أي معركة مهما قصرت مدتها.
يذكر في هذا الخصوص أن بريطانيا كانت قد وعدت الملك في نوفمبر 1918 أن تساعده في تسليح جيش مكوّن من لوائين، وعلى الرغم من تذكير فيصل الدائم لها بهذا الوعد، إلا أنها امتنعت عن تنفيذه. كذلك تشير الوثائق البريطانية التي تعود لتلك الحقبة أن عدد قوات الأمن السورية كان 8500 دركي في جميع أنحاء البلاد وكانت ذات تسليح ضعيف، وكان السكان يتولون حماية أحيائهم بأنفسهم.

## الثورات الوطنية
منذ أن احتلت فرنسا الساحل السوري ولبنان وكيليكيا ولواء إسكندرون واحتلت بريطانيا فلسطين عام 1918، شهدت سوريا ثورات عديدة قامت في مختلف أنحائها للمطالبة بالانضمام للحكم الفيصلي وإنهاء الاحتلال. أولى هذه الثورات انطلقت في أنطاكية ولواء اسكندرون بقيادة صبحي بركات واستمرت حتى آب 1920، كما قامت ثورة مشابهة في تلكلخ عام 1919 احتجاجًا على رفع العلم الفرنسي في المدينة، وقد اضطر الثوار للنزوح إلى دمشق بعد اشتداد ضغط الفرنسيين عليهم، كما قامت ثورة الأمير محمود الفاعور بني العباس والتي حالت دون دخول الجيش الفرنسي إلى سوريا عن طريق محور مرجعيون - قنيطرة - دمشق منذ تشرين الأول 1918 وحتى 1920 حيث قام الجيش الفرنسي بالدخول إلى سوريا عن طريق محور البقاع - ميسلون -دمشق. وبدأت في أيار 1919 ثورة صالح العلي واستمرت حتى 1922، بدعم من إبراهيم هنانو ومصطفى كمال أتاتورك والملك فيصل. هناك أيضًا انتفاضة الأقضية الأربعة (أي البقاع الغربي وبعلبك وراشيا وحاصبيا) ردًا على احتلال فرنسا لهذه الأقضية في كانون الأول 1919. وفي إدلب أعلن إبراهيم هنانو انطلاق ثورة الشمال السوري ضد الفرنسيين في 10 نيسان 1919، وكانت هذه الثورات غير منسقة ومسلّحة بشكل كافي كما يقول الباحث وديع بشور، ولا تملك قوة كبرى تساندها وتسلحها، لذلك كانت نجاحاتها مؤقتة ومحدودة. ويشير يوسف الحكيم إلى أنه مع استقرار الانتداب الفرنسي في البلاد، غادر معظم القادة الوطنيين البلاد، وصدرت بحقهم أحكام إعدام غيابية من قبل المحكمة العسكرية الفرنسية الاستثنائية في دمشق يوم 9 آب، وفي أيلول صدر عفو عام، فعاد معظم من غادر البلاد إليها مجددًا.

## مواقع خارجية
- سوريا والعهد الفيصلي.
- مراسلات الحسين مكماهون - ويكي مصدر.
- الملك فيصل - اكتشف سوريا.